# كاورو ناغيسا
كاورو ناغيسا ((باليابانية: 渚 カヲル، بالروماجي: Nagisa Kaworu)، ويُلفظ كاورو ناگيسا)، هو شخصية خيالية من سلسلة نيون جينيسيس إيفانجيليون. كاورو هو الولد الخامس والملاك السابع عشر، تابريس. أُرسل كاورو إلى نيرف من طرف سيلي كقائد بديل للوحدة-02 بعد هبوط نسبة توافق أسكا لانغلي سوريو مع الإيفا تحت الفائدة. اقتحم كاورو بعد ذلك دوغما النهائية للعودة إلى آدم، لكن بعد أن اكتشف أن الكائن الموجود هناك هو في الواقع ليليث، سمح كاورو لشينجي إيكاري بأن يقضي عليه. ظهر كاورو في نهاية إيفانجيليون أثناء الاصطدام الثالث، متحدثاً إلى شينجي بشأن اختياره لقبول أو رفض مشروع الواسطة.

## الفكرة

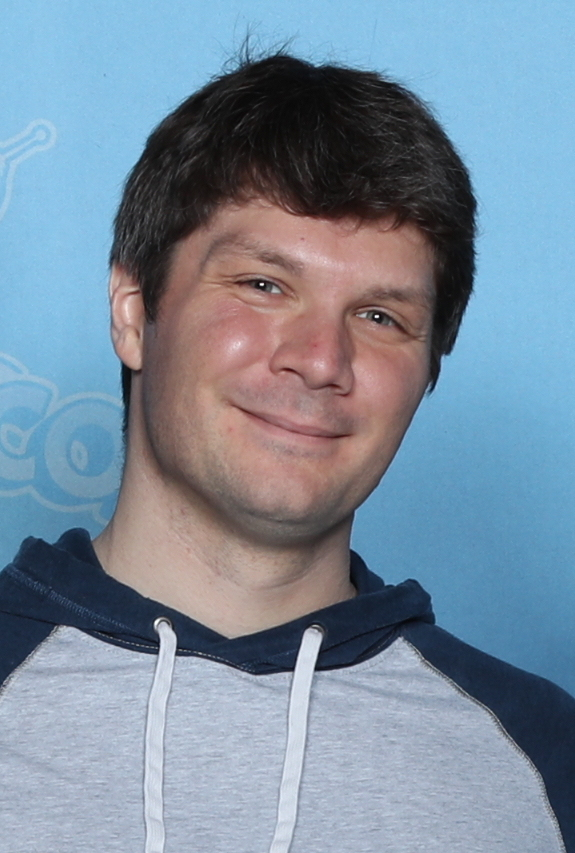
كليفورد تشابين، الممثل الذ أدى صوت كاورو في سلسلة إعادة بناء إيفانجيليون.

في التصاميم الأولى، صُور كاورو كطالب مدرسي مع قط أليف يستطيع التحول إلى «هيأة الملاك». في المجلد التاسع من المانغا، أحد أعمال ساداموتو الفنية هو صورة لكاورو بملابس سوداء وهو يحمل قطاً أسود.
سمي كاورو من قبل كاتب السيناريو أكيو ساتسوكاوا. اسم كاورو الأخير «ناغيسا» يأتي من الكلمة اليابانية ناغيسا (渚)، التي تعني «جانب الماء» أو «الساحل»، مرتبط بالبحر. الاسم أيضاً يأتي من اسم مخرج الأفلام الياباني ناغيسا أوشيما. إضافة إلى ذلك، فالحرف "渚"، عندما يقسم، يمكن قراءته Shi-sha (シ者). عنوان الحلقة 24 هو "شيشا الأخير" (最後のシ者 Saigo no Shisha). "シ者" تحتوي على كلمتين يابانيتين تُقرآن شيشا (الحرف "シ" يمثل فقط الصوت «شي»). الكلمة الأولى هي "رسول" أو "حواري" (使者)، بينما الكلمة الأخرى تعني "(الشخص) الميت" (死者).
غايناكس تكتب اسمه بروماجي كـ"Kaworu" وليس "Kaoru"، كما يكتب في معظم الكتابات بالحروف الرومانية. سبب الاختلاف في التسمية لم يوضح بشكل بشكل صريح من قبل مؤلفي السلسلة؛ إحدى النظريات هو أن الاسم مقتبس من الكانا الأصلية للاسم كاورو غنجي، من قصة غنجي.

## الظهور

### نيون جينيسيس إيفانجيليون
ظهر كاورو في الأنمي نيون جينيسيس إيفانجيليون لأول مرة في الحلقة 24. ظهر في البداية جالساً على صخرة وسط الحطام بسبب المعركة السابقة مع أرميسايل، الملاك السادس عشر. شينجي كان موجوداً، مشوشاً ومحبطاً بشأن ما يفعله حيث خرج كل أصدقائه من المدينة؛ أسكا مبتئسة وتحت الحراسة، وريه لا يبدو أنها تتذكر الأحداث الحالية. أخبر كاورو شينجي فجأة أن الموسيقى جميلة بعد أن توقف عن الهمهمة وبدأ التحدث معه بأسلوب لطيف. بعد لقائهما الأول، كون شينجي وكاورو صداقتهما، مستمتعين بمرافقة بعضهما.
بعدما بدأ العاملون في نيرف بالشك في نسب توافق كاورو العالية مع الوحدة-02، انطلق إنذار بأن الوحدة-02 تعمل بدون قائد وأن شخصاً ما يهبط نحو دوغما النهائية؛ اتضح أنه كاورو، الذي تم التعرف عليه بأنه الملاك السابع عشر والأخير. قاد شينجي الوحدة-01 لمطاردة كاورو وحاول لكن فشل في طعنه بالسكين التدرجية، حيث اعترضه حقل A.T. الخاص بكاورو. تحكم كاورو بالوحدة-02 لتقاتل الوحدة-01 وواصل طريقه نحو دوغما النهائية، لكن بعد دخولها، بدأ بفهم أن العملاق الموجود هناك ليس آدم، وإنما هو ليليث. بعد هزيمة شينجي للوحدة-02، سمح كاورو لشينجي بأن يمسك به في قبضة الوحدة-01. بعد فترة من الصمت، قتل شينجي كاورو بسحقه داخل كف الوحدة-01.

### نهاية إيفانجيليون
في نهاية إيفانجيليون، القوابس الوهمية لإيفا الإنتاج المتسلسل معلمة بشكل بارز بـ"KAWORU"، ملمحة إلى أن سيلي تملك نسخاً لكاورو كما تملك نيرف نسخاً لريه في نظام القابس الوهمي للإيفا الأصلية. ظهر كاورو لأول مرة في الفيلم أثناء بدء الاصطدام الثالث/مشروع واسطة الإنسان، متشاركاً الجسد العملاق مع ريه. بعد ذلك، كاورو، إلى جانب ريه، ظهر في عقل شينجي وحدثه بشأن البشرية وتفضيل الفردية وحرية الاختيار.

### إعادة بناء إيفانجيليون
أظهرت بعض المواد الترويجية لإعادة بناء إيفانجيليون صوراً بارزة لكاورو في بزة القابس خاصته مع الأولاد الآخرين. في الفيلم الأول، ظهر كاورو لفترة وجيزة في نهاية الفيلم، حيث قام بمحادثة غامضة مع سيلي على سطح القمر. في الفيلم الثاني، سافر غيندو وفويوتسكي إلى القمر لمشاهدة بناء مارك.06؛ ومما سبب تفاجؤ فويوتسكي، أنهما رأيا جالساً على إصبع الإيفا في الفضاء الخارجي. استدار كاورو للخلف منادياً شخصاً ما والده. في النهاية، هبط كاورو من القمر مع مارك.06 طاعناً الوحدة-01، وموقفاً الاصطدام شبه الثالث. قال بعد ذلك أن الوقت الموعود قد أتى وأنه هذه المرة سيجلب السعادة لشينجي. في العرض المسبق للفيلم الثالث، ظهر كاورو مقابلاً أربعة قواد مجهولين في مكان غامض.
في الفيلم الثالث، بعد أربعة عشر سنة من الفيلم الثاني، يبدو أن كاورو يعمل حالياً لصالح نيرف. عندما وصل شينجي إلى نيرف، أخبره غيندو بأنه وكاورو سيقودان إيفا الوحدة-13. أثناء بقاءه في نيرف، كون شينجي صداقة مع كاورو؛ الذي علمه كيف يعزف على البيانو، وحدق معه في النجوم. لاحقاً، عندما سأل شينجي عما حدث للناس الذين يعرفهم، أخذه كاورو إلى حطام الجيوفرونت وطوكيو-3، موضحاً أن إيقاظ شينجي للوحدة-01 سبب الاصطدام شبه الثالث وأهلك العالم. وضح كاورو أيضاً هدف مشروع واسطة البشرية: القضاء على كل أشكال الحياة على الأرض، مما يسمح لخلق الكائنات التي تحمل فاكهة الحياة.
عندما كشف فويوتسكي عن كون يوي أيانامي داخل الوحدة-01 ونسخ ريه، أصيب شينجي بانهيار عصبي. في يوم المهمة، كان شينجي متوتراً بشأن اتباع أوامر غيندو أو طلب ميساتو بشأن قيادة الإيفا مجدداً، لذا أزال كاورو سوار العنق عن شينجي وارتداه كرمز للثقة. لاحقاً، قاد كاورو وشينجي الوحدة-13 نحو دوغما النهائية في مهمتها لاستعمال رمحي كاسيوس ولونغينوس لإبطال الاصطدام الثالث؛ لحقت ريه بهما في مارك.09. عندما وصلت الوحدة-13 إلى جثة ليليث، أدرك كاورو أن كلا الرمحين متشابهان وطلب من شينجي ألا يزيلهما.
بالرغم من التماس كاورو منه وهجوم أسكا وماري، أزال شينجي الرمحين، مسبباً تفجر ليليث إلى LCL. قطعت مارك.09 رأس مارك.06 لتحرير الملاك الثاني عشر الذي امتصته الوحدة-13. الوحدة-13 الموقظة طارت من الجيوفرونت وارتفعت في السماء، بادئة الاصطدام الرابع. كشف كاورو أنه الملاك الأول، والآن هبط به إلى الملاك الثالث عشر. اكتشف سوار العنق استيقاظ الوحدة-13 وبدأ العمل. لإيقاف الاصطدام الرابع، سمح كاورو للسوار ليقتله أمام عيني شينجي. قبل موته، قال كاورو بأنه سيلتقي بشينجي مجدداً. على أي حال، فأمر عودته في الفيلم الرابع لايزال مجهولاً.

### في وسائط أخرى
ظهر كاورو في وسائط متعددة من نيون جينيسيس إيفانجيليون، بما فيها دراما صوتية وديسيات موسيقية ومانغا يوشيوكي ساداموتو عن الأنمي. هنا، صور كاورو كجاهل بمشاعر ومحظورات البشر بشأن التواصل الاجتماعي والفراغ الشخصي، مؤدياً بعض الفكاهة. دوره مشابه لنظير الأنمي بالرغم من بعض التغييرات الطفيفة، مثل كون صداقته مع شينجي غير فورية. إلى جانب مانغا ساداموتو، ظهر كاورو أيضاً كشخصية داعمة في عناوين أخرى، مثل مشروع تدريب شينجي إيكاري وغاكوين داتينروكو. في ظهوره في هذه السلاسل، صور كاورو بصورة أكثر مرحاً من السلسلة الأصلية، مع وضع التركيز على علاقته مع شينجي.
ظهر كاورو في ألعاب الفيديو المقتبسة من سلسلة إيفانجيليون، بما فيها السلسلة المشهورة سوبر روبوت وورز. في نسخة اللعبة عن نهاية إيفانجيليون، عادت روح كاورو لتتحكم بالوحدة-00 وتساعد شينجي في القتال وإنقاذ ريه من داخل ليليث. زار كاورو أيضاً باسارا نيكّي وأبدى إعجاب بموسيقاه. قدم كاورو ظهوره الأخير في المعركة الأخيرة ضد كايسر إيفيس حيث شجع قواد الإيفا بألا يستسلموا.

## الاستقبال
كترويج للإصدار الخاص للذكرى السنوية العاشرة لإيفانجيليون، نشرت أي دي في فيلمز ملصقاً فكاهياً للصدامات مكتوباً عليه "مات كاورو من ذنوبك" (カヲルはあなたの罪のために死んだ Kaworu wa Anata no Tsumi no Tame ni Shinda). كريس بيفيريدج من مانيا إنترتينمنت وصف مشهد موت كاورو في الأنمي بأنه «لحظة قوية للغاية»، ويرجع ذلك إلى أنه بعد دقيقة كاملة من الصمت، ظهر ظل رأسه ملامساً الماء.
كان كاورو ثاني أشهر شخصية ذكر في اقتراع أنيميج عام 1997؛ وحصل في اقتراع 1998 على المركز السادس لأفضل شخصية ذكر في العام. في اقتراع نيوتايب من مارس 2010، كثاني أشهر شخصية أنمي ذكر من تسعينات القرن العشرين، بعد شينجي إيكاري.
المواد الإضافية في المجلد التاسع من النسخة الإنجليزية من المانغا تحتوي على مقالة مكتوبة من قبل المحرر كارل غوستاف هورن الذي يقارن كاورو بالشخصية ساتان من نوفيلا مارك توين، الغريب الغامض.
المظاهر المثلية الجنس المحتملة في تعامل كاورو مع شينجي كانت موضعاً دائماً للشك بين معجبي إيفانجيليون من العرض الأول للسلسلة كما نوقش في كتاب باتريك درازن انفجار الأنمي! الماذا؟ لماذا؟ والواو! من الرسوم المتحركة اليابانية. النظرة الأقلية المسلمة ذاتياً لباتريك درازين هي أن طلب كاورو لحب شينجي هي خطة استعملها كاورو كالملاك الأخير لتعطيل شينجي. ناقد 1998 كينيث لي انتقد شخصية كاورو «...عنصر مثلية الجنس ربما يكون الجانب إزعاجاً، وبلا سبب، وغير ضروري الذي يمثل نفسه في الحلقة 24... في النهاية، فعنصر مثلية الجنس ليس سوى صدمة رخيصة لإذهال الجيل X» ويعتبر علاقة شينجي-كاورو بأكملها «مضحكة وفكاهية بشكل مثير للشفقة». تعلم غايناكس تماماً بأن الجمهور يربط كاورو بصور البيشونين، وأنتجت أعمالاً فنية مثل صفحات البداية من أجل موقعها إشارة إلى غموضه وردود فعل الجمهور تجاه الشخصية. على أي حال، سواء كان كاورو، الملاك، بالفعل يملك أدنى فكرة عن الجنسانية كما قُدم في المسلسل لايزال غير واضح. مايك كراندول يعتبر كاورو كائناً «ممثلاً للحب والقبول الأعمى والتام والمطلق، ولكن مثل هذه الأشياء اتضح أن كاورو ليس حقيقياً على الإطلاق». آخرون، خاصة في ضوء سلسلة إعادة البناء، يعتبرون كاورو عاشقاً لشينجي بصدق